# Aichryson divaricatum
Aichryson divaricatum é uma espécie de planta com flor pertencente à família Crassulaceae. 
A autoridade científica da espécie é (Aiton) Praeger, tendo sido publicada em Sempervivum 125. 1932.

## Portugal
Trata-se de uma espécie presente no território português, nomeadamente no Arquipélago da Madeira.
Em termos de naturalidade é endémica da região atrás referida.

## Protecção
Não se encontra protegida por legislação portuguesa ou da Comunidade Europeia.